# Kurzbewerbung
Die Kurzbewerbung besteht aus dem Anschreiben und einem (tabellarischen) Lebenslauf inklusive Bewerbungsfoto. Im Gegensatz zu einer ausführlichen Bewerbung beinhaltet die Kurzbewerbung keine weiteren Zeugnisse oder ähnliche Dokumente. Mehr als drei Seiten werden hierfür in der Regel nicht verwendet. Ebenfalls wird hierfür zumeist auf eine Bewerbungsmappe verzichtet. Kurzbewerbungen erfolgen oft via E-Mail. Einzelne Firmen stellen spezielle standardisierte Abfragebögen für Kurzbewerbungen zur Verfügung.
Die Kurzbewerbung ist kein Ersatz für die ausführliche Bewerbung. Die Kurzbewerbung kann jedoch auch als Initiativbewerbung eingesetzt werden und so als erste Kontaktaufnahme zu einem Unternehmen dienen und um zu erfahren, ob generell überhaupt Bedarf an Arbeitskräften besteht und die Neugierde des Personalreferenten zu wecken. Sie gibt dem Arbeitgeber einen ersten Eindruck zum Qualifikationsprofil des Bewerbers. Wenn seitens des Unternehmens Interesse besteht, wird in der Regel eine vollständige Bewerbung verlangt oder es kommt direkt zu einem persönlichen Gespräch, zu welchem dann spätestens die vollständigen Unterlagen vorgelegt werden. Zwar wird in einer Kurzbewerbung oft nicht auf Anforderungen einer konkreten Stelle eingegangen, jedoch wird erwartet, dass zumindest ein Bezug des Bewerberprofils zum Profil des Unternehmens hergestellt wird.
Gerne werden Kurzbewerbungen auch bei Arbeits- oder Ausbildungsmessen verwendet, um nach einem ersten Gespräch etwas „zurückzulassen“. In einigen Branchen gibt es den Trend, die Kurzbewerbung als eigenes Format zu gestalten, d. h. ein eigenes Faltblatt zu erstellen. Hier werden dann die grundlegenden Informationen in übersichtlicher und ansprechender Form dargeboten. Solche, mitunter auch als Kreativbewerbung bezeichneten Formate werden jedoch nicht überall gerne gesehen und sollten zurückhaltend eingesetzt werden.
Üblicherweise beinhalten Kurzbewerbungen den Hinweis, auf Nachfrage die vollständigen Unterlagen einzureichen.